# Ed Moschitz
Ed Moschitz, né le 13 juin 1968 à Judenburg, est un journaliste et réalisateur autrichien de films documentaires.

## Biographie
Ed Moschitz étudie le journalisme à l'université de Vienne.
L'Österreichischer Rundfunk (la radiodiffusion autrichienne) l'engage à partir de 1998 et il fait partie du comité de rédaction de l'émission Am Schauplatz (de). Il atteint la notoriété grâce à ses contributions pour cette série documentaire.

## Filmographie
- 2011 : Mama Illegal

## Récompenses et distinctions

### Récompenses
- Prix du film documentaire de la ville de Freistadt
- 2012 : Festival One World : premier prix pour Mama Illegal
- 2012 : Heimatfilmfestival pour Mama Illegal